# Орлов, Николай Алексеевич
Князь Никола́й Алексе́евич Орло́в (27 апреля (9 мая) 1827 — 17 марта 1885) — генерал-адъютант, генерал от кавалерии, дипломат и военный писатель.

## Биография

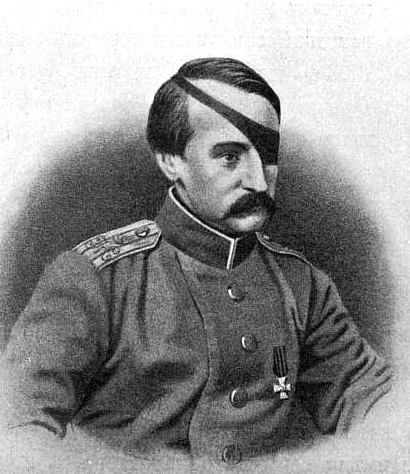
Флигель-адъютант граф Н. А. Орлов

Родился в Петербурге в семье графа (впоследствии князя) Алексея Фёдоровича Орлова и его жены Ольги Александровны (в девичестве Жеребцовой). 
Крещён 6 мая 1827 года в Благовещенской церкви Конногвардейского полка при восприемстве императора Николая I и графини А. А. Орловой-Чесменской. После домашнего обучения, с высочайшего разрешения, слушал курс законоведения, читавшийся бароном Корфом великому князю Константину Николаевичу и 1 февраля 1843 года был определён в пажи Высочайшего Двора.
Выдержав в августе 1845 года офицерский экзамен при Пажеском корпусе, он был произведён в корнеты с назначением в Лейб-гвардии конный полк, а 5 июня 1846 года определён флигель-адъютантом к императору Николаю I. В том же году, произведённый в поручики, князь был назначен состоять при великом князе Константине Николаевиче, и сопровождал его в заграничных путешествиях.
В 1848 году, во время пребывания в Петербурге эрцгерцога вюртембергского Вильгельма, князь Орлов, в чине штабс-ротмистра, состоял при его особе, затем вновь сопровождал великого князя Константина Николаевича в его путешествиях в Ольмюц и Прагу. В 1849 году был отправлен с депешами в Форро, в главную квартиру действующей армии в Венгрии и принял участие в военных действиях Венгерской кампании. За отличие в сражении при Дебричине 21 июля 1849 года, был произведён в ротмистры и вскоре главнокомандующим отправлен в Варшаву с донесениями к императору. Награждённый орденом Св. Владимира 4-й степени, он вновь был причислен к Свите и в течение 1850—1852 годов сопровождал императора в его путешествиях по России и за границей. 

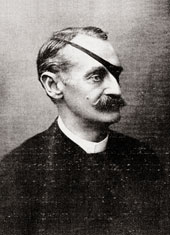
Н. А. Орлов. Посланник России в Австро-Венгрии (1869—1870)

В декабре 1851 года был прикомандирован к департаменту Генерального штаба, а через три месяца к канцелярии Военного министерства; 30 августа 1855 года был произведён в полковники и в этом чине в 1854 году командирован в распоряжение генерал-фельдмаршала Паскевича на Дунай, для участия в действиях против турок. При штурме форта Араб-Табии, взятием которого он руководил, при осаде Силистрии, в ночь с 16 на 17 мая 1854 года князь Орлов получил девять тяжёлых ран и лишился глаза. За это сражение он был награждён орденом Св. Георгия 4-й степени и получил золотой палаш с надписью «за храбрость». Тяжёлые раны заставили его взять отпуск и он провёл около полутора лет в Италии, а по возвращении оттуда был произведён 26 августа 1856 года в генерал-майоры с назначением в Свиту Его Императорского Величества.
В июле 1859 года князь Орлов был назначен чрезвычайным посланником и полномочным министром при Бельгийском дворе, 12 мая 1861 года зачислен генерал-адъютантом к Его Величеству с оставлением в занимаемой должности; 30 августа 1865 года произведён в генерал-лейтенанты.
С 15 декабря 1869 года князь Орлов был чрезвычайным посланником в Австро-Венгрии, в мае 1870 года перемещён на ту же должность в Великобританию и 14 декабря 1871 года во Францию. 16 апреля 1878 года был произведён в генералы от кавалерии и в этом чине шесть лет спустя перемещён на должность полномочного посла в Берлин.
Расстроенное здоровье заставило князя Орлова в последнее время его жизни жить в Фонтенбло, где он и скончался от рожи на лице 17 марта 1885 года. Похоронен в Фонтенбло.

## Награды
российские:
- Орден Святого Владимира 4 ст. с бантом (1849)[6]
- Орден Святой Анны 2 ст. (1851)
- Орден Святого Георгия 4 ст. (1854)
- Золотой палаш «За храбрость» (1854)
- Орден Святого Владимира 3 ст. с мечами над орденом (1854)
- Орден Святого Станислава 1 ст. (1863)
- Орден Святой Анны 1 ст. (1867)
- Орден Святого Владимира 2 ст. (1870)
- Орден Белого орла (1873)
- Орден Святого Александра Невского (1876)
- Бриллиантовые знаки к Ордену Святого Александра Невского (1883)

иностранные:
- Вюртембергский Орден Вюртембергской короны 3 ст. (1846)
- Саксен-Альтенбургский Орден Эрнестинского дома 3 ст. (1846)
- Австрийский Орден Железной короны 2 ст. (1846)
- Австрийский Орден Леопольда 1 ст. командорский крест (1848)
- Прусский Орден Красного орла 3 ст. (1850)
- Саксен-Веймарский Орден Белого сокола 2 ст. (1852)
- Прусский Орден Святого Иоанна Иерусалимского бриллиантовые знаки (1852)
- Бельгийский Орден Леопольда I 1 ст. (1863)
- Датский Орден Данеброга 1 ст. (1866)
- Нассауский Орден Золотого льва 1 ст. (1870)
- Французский Орден Почётного легиона большой крест (1874)
- Греческий Орден Спасителя 1 ст. (1876)
- Персидский Орден Льва и Солнца 1 ст. (1877)

## Литературная деятельность
Князь Орлов известен также как автор исторического очерка франко-прусской войны 1806 года и двух записок, относящихся ко внутреннему управлению России. Первую работу, озаглавленную «Очерк 3-недельного похода Наполеона I против Пруссии в 1806 году», он написал в Италии, во время лечения ран, полученных при Силистрии.
В 1858 году князь Орлов написал «Мысли о расколе» с заметкой «О евреях в России»; обе работы проводили мысль о необходимости большей веротерпимости. Почётную известность снискала Орлову и поданная им в 1861 году императору записка «Об отмене телесных наказаний в России и в Царстве Польском», в которой он выступал против телесных наказаний, как против зла «в христианском, нравственном и общественном отношениях». «Приближается тысячелетие России, — заканчивал записку князь Орлов, — крепостное право уничтожено; остается дополнить спасительное преобразование отменой телесных наказаний». По высочайшему повелению, записка Орлова рассматривалась в Комитете, учрежденном при II отделении Собственной Его Величества канцелярии, для составления проекта нового воинского устава о наказаниях. Комитет согласился с основною мыслью Орлова о своевременности отмены телесных наказаний, как не соответствующих ни духу времени, ни достоинству человека и лишь ожесточающих нравы. По собрании отзывов разных ведомств, проект закона поступил на рассмотрение Государственного Совета и 17 апреля 1863 года вышел указ Сенату о некоторых изменениях в системе наказаний, уголовных и исправительных. 

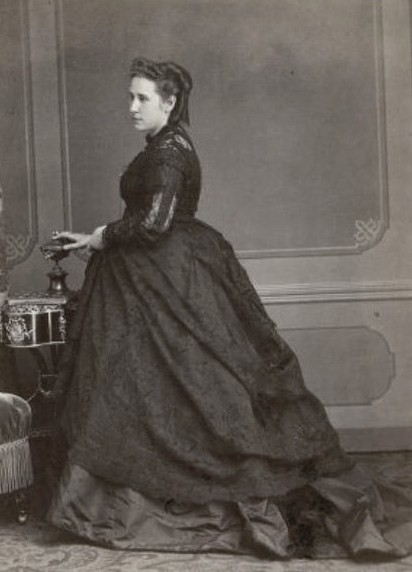
Екатерина Николаевна Орлова

Кроме отмеченных работ, князю Н. А. Орлову принадлежит труд собрания некоторых бумаг князя Григория Григорьевича Орлова, напечатанных во II томе «Сборника Императорского Русского Исторического Общества».

## Личная и семейная жизнь
В молодости Орлов был страстно влюблен в Наталью Александровну Пушкину (1836—1913) и думал на ней жениться, но отец его не допустил этого брака, считая дочь Пушкина неподходящей невестою для сына. В 1856 году его хотели женить на графине Ольге Паниной (1836—1904), так как молодые люди друг друга никогда не видели, её мать возила дочь для знакомства с Орловым в Париж.
Жена (с 9 июня 1858 года; Париж) — княжна Екатерина Николаевна Трубецкая (1840—1875), дочь князя Николая Трубецкого от его брака с графиней Анной Гудович. Орловы не были счастливы, княгиня часто ссорилась с мужем и уезжала к родителям. На протяжении многих лет брак был бездетным; только через 9 лет после свадьбы княгиня родила первенца:
- Алексей Николаевич (1867—1916), генерал, бездетен.
- Владимир Николаевич (1868—1927), близкий друг Николая II, дважды женат, от первого брака сын.
- Анна Николаевна (09.03.1871—21.03.1871).

- Орден Святого Владимира 4-й степени с бантом (1849).
- Орден Святой Анны 2-й степени (1851).
- Орден Святого Георгия 4-й степени (29.5.1854).
- Золотой палаш за храбрость (1854).
- Орден Святого Владимира 3-й степени с мечами (1861).
- Орден Святого Станислава 1-й степени (1863).
- Орден Святой Анны 1-й степени (1867).
- Орден Святого Владимира 2-й степени (1870).
- Орден Белого орла (1873).
- Орден Святого Александра Невского (1876).
- Бриллиантовые знаки к ордену Святого Александра Невского (1883).

Иностранные:
- Австрийский орден Леопольда, командор (Австро-Венгрия).
- Орден Железной короны 2-й степени (Австро-Венгрия).
- Орден Вюртембергской короны, рыцарь 1-го класса (Королевство Вюртемберг).
- Орден Красного орла 3-й степени (Пруссия).
- Орден Святого Иоанна Иерусалимского (Пруссия).
- Орден Белого сокола, командор (Великое герцогство Саксен-Веймар-Эйзенах).
- Орден Саксен-Эрнестинского дома, командор 2-го класса (Герцогства Саксен-Альтенбург, Саксен-Кобург-Гота, Саксен-Мейнинген).
- Орден Почётного легиона, большой крест (Франция, 22.12.1874).